# Richard Olechowski
Richard Olechowski (* 7. Mai 1936 in Wien) ist ein emeritierter Professor der Erziehungswissenschaft.

## Leben
Nach der Matura am Realgymnasium in Wien XII (heute GRG 12 Rosasgasse) habilitierte Olechowski sich 1970 an der Universität Wien für Pädagogik mit besonderer Berücksichtigung der Pädagogischen Psychologie. Habilitationsschrift war das Buch „Das alternde Gedächtnis“, für das ihm auch der Kardinal-Innitzer-Preis verliehen wurde. 1972 wurde er als O. Universitätsprofessor an die Universität Salzburg berufen, 1977 erfolgte die Berufung an seine Heimatuniversität Wien, wo er bis zu seiner Emeritierung im Jahre 2004 unterrichtete.
1986 begründete er das Ludwig-Boltzmann-Institut für „Schulentwicklung und international-vergleichende Schulforschung“, welches er ebenfalls bis 2004 leitete. 2004 wurde ihm von der Loránd-Eötvös-Universität Budapest die Ehrendoktorwürde verliehen.
Olechowski ist der Vater des Rechtswissenschaftlers Thomas Olechowski.

## Schriften (Auswahl)
- Wolfgang Brezinka – Begründer der Wissenschaftstheorie der Empirischen Erziehungswissenschaft (= Retrospektiven in Sachen Bildung. Reihe 2: Studien. Nr. 49). Universität Klagenfurt – Abteilung für Historische und Systematische Pädagogik, Klagenfurt 2004.